# Anjo Cove
Anjo Cove ist eine Bucht auf der Anjo-Halbinsel an der Nordküste des australischen Bundesstaates Western Australia.
Anjo Cove ist 1,28 Kilometer breit und schneidet sich 580 Meter tief in die Halbinsel ein. Die Küstenlänge beträgt drei Kilometer. Sie öffnet sich nach Süden zur Napier Broome Bay.